# Finale di partita
Finale di partita  (inizialmente tradotto in italiano come Il gioco è alla fine) è un'opera teatrale in un solo atto scritta da Samuel Beckett. Fu originariamente scritta in francese e il suo titolo originale è Fin de partie: secondo quella che era la sua abitudine, fu tradotta in inglese da Beckett stesso come Endgame. L'opera è stata pubblicata nel 1957 ed è comunemente considerata uno dei lavori più significativi del drammaturgo irlandese.
La prima dell'opera, in lingua francese, avvenne il 3 aprile 1957 al Royal Court Theatre di Londra, in concomitanza con la prima di Atto senza parole I. La regia era di Roger Blin, che interpretava anche il ruolo di Hamm. La prima in lingua inglese ebbe luogo al Cherry Lane Theatre di New York il 28 gennaio 1958, con regia di Alan Schneider. Nella stagione 1958-1959 si assistette anche ai primi allestimenti italiani, in settembre al Teatro dei Satiri di Roma, da parte della Compagnia dei giovani diretta da Andrea Camilleri, e in maggio alla Borsa di Arlecchino di Genova, diretto da Aldo Trionfo e recitato da Paolo Poli. Nel 2018 al Teatro alla Scala di Milano debutta la versione operistica dello spettacolo, in prima esecuzione mondiale, curata dal compositore György Kurtág. Si tratta del primo lavoro per il teatro musicale tratto da un'opera di Samuel Beckett.

## Trama
I protagonisti sono Hamm, un anziano signore cieco e incapace di reggersi in piedi, e il suo servo Clov, che al contrario non è capace di sedersi. Trascinano la loro esistenza in una casetta in riva al mare, ma dai dialoghi sembra invece che all'esterno non esista più nulla: né mare, né sole, né nuvole. I due, dipendenti l'uno dall'altro, hanno passato anni a litigare e continuano a farlo mentre si svolge l'opera. Clov vorrebbe continuamente andarsene, ma, a quanto pare, non ci riesce. In scena sono presenti anche i vecchissimi genitori di Hamm, Nagg e Nell, che sono privi di gambe e vivono dentro due bidoni della spazzatura situati in primo piano a sinistra.

## Interpretazione
Il titolo è ispirato al modo in cui viene chiamata l'ultima parte di una partita a scacchi, quando sulla scacchiera non sono rimasti che pochissimi pezzi. Beckett era famoso per essere un appassionato di questo gioco ed il rifiuto di Hamm di accettare la fine imminente può essere paragonato a quello dei giocatori dilettanti che continuano a giocare non accorgendosi dell'inevitabile sconfitta, mentre i professionisti, di fronte ad una chiara situazione di svantaggio, sono soliti arrendersi abbandonando la partita. 
Si può dire che Hamm rappresenti il Re e Clov l'ultimo pedone rimasto.
I personaggi dell'opera vivono una situazione statica ed immutabile: ogni giorno è uguale a se stesso, fino a che ciascun gesto e ciascun avvenimento assume un aspetto quasi rituale. Tra le righe del testo traspare chiaramente che i personaggi, nonostante la situazione assurda e fuori dal tempo in cui si trovano, hanno avuto una storia (ciò è vero specialmente per Nagg e Nell che insieme ricordano un giro in tandem sulle Ardenne). Tuttavia nessuna indicazione fa pensare che essi abbiano un futuro. Persino la morte di Nell, che avviene nella parte finale dell'opera, viene accolta come assolutamente normale e non provoca alcuna sorpresa. La situazione di isolamento e i costanti riferimenti agli aspetti di una civiltà che non esiste più, hanno fatto supporre a molti che Finale di partita sia ambientato in un'epoca successiva ad un disastro nucleare. Beckett ha però sempre negato che quest'interpretazione sia corretta. Theodor W. Adorno, uno dei più attenti interpreti del lavoro beckettiano ha sostenuto che l'opera fosse ambientata dopo la seconda guerra mondiale, in seguito ad azioni inimmaginabili perfino per l'uomo.

## Edizioni
- Samuel Beckett, Fin de partie, Éditions du Minuit, Paris 1957
- Samuel Beckett, Endgame, Faber and Faber, London 1958
- Samuel Beckett, Finale di partita, trad. Carlo Fruttero, in Teatro, Einaudi, Torino 1968, pp. 103–54; poi in Teatro completo, Einaudi-Gallimard, Torino 1994, pp. 85–131
- Samuel Beckett, Teatro: Aspettando Godot, Finale di partita, L'ultimo nastro di Krapp, Giorni felici, trad. Roberto Rebora, Mondadori, Milano 1976

## Curiosità
A quest'opera di Beckett è ispirato il cortometraggio Pixar Il gioco di Geri.